# Пясъчна амофила
Пясъчните амофили (Ammophila arenaria) са вид растения от семейство Житни (Poaceae).
Таксонът е описан за пръв път от Хайнрих Фридрих Линк през 1827 година.

## Подвидове
- Ammophila arenaria subsp. arenaria
- Ammophila arenaria subsp. arundinacea
- Ammophila arenaria subsp. australis